# Séries éliminatoires de la Coupe Stanley 1956
Année précédente Année suivante
Les séries éliminatoires de la Coupe Stanley 1956 font suite à la saison 1955-1956 de la Ligue nationale de hockey. Les Canadiens de Montréal remportent la Coupe Stanley en battant en finale les Red Wings de Détroit sur le score de 4 matchs à 1.

## Tableau récapitulatif
|  | Demi-finales                   | Demi-finales                   |          |   | Finale de la Coupe Stanley        | Finale de la Coupe Stanley        |
|  | Demi-finales                   | Demi-finales                   |          |   | Finale de la Coupe Stanley        | Finale de la Coupe Stanley        |
|  |                                |                                |          |   |                                   |                                   |
|  | 20, 22, 24, 25 et 27 mars 1956 | 20, 22, 24, 25 et 27 mars 1956 |          |   | 31 mars, 3, 5, 8 et 10 avril 1956 | 31 mars, 3, 5, 8 et 10 avril 1956 |
|  | 20, 22, 24, 25 et 27 mars 1956 | 20, 22, 24, 25 et 27 mars 1956 |          |   | 31 mars, 3, 5, 8 et 10 avril 1956 | 31 mars, 3, 5, 8 et 10 avril 1956 |
|  | Montréal                       | 4                              |          |   | 31 mars, 3, 5, 8 et 10 avril 1956 | 31 mars, 3, 5, 8 et 10 avril 1956 |
|  | Montréal                       | 4                              |          |   | 31 mars, 3, 5, 8 et 10 avril 1956 | 31 mars, 3, 5, 8 et 10 avril 1956 |
|  | New York                       | 1                              |          |   | 31 mars, 3, 5, 8 et 10 avril 1956 | 31 mars, 3, 5, 8 et 10 avril 1956 |
|  | New York                       | 1                              | Montréal | 4 |                                   |                                   |
|  | 20, 22, 24, 27 et 29 mars 1956 |                                | Montréal | 4 |                                   |                                   |
|  |                                | Détroit                        | 1        |   |                                   |                                   |
|  | Détroit                        | Détroit                        | 1        | 4 |                                   |                                   |
|  | Détroit                        |                                |          | 4 |                                   |                                   |
|  | Toronto                        | 1                              |          |   |                                   |                                   |
|  | Toronto                        | 1                              |          |   |                                   |                                   |

## Détails des séries

### Demi-finales

#### Montréal contre New York
| 20 mars | Canadiens de Montréal | 7-1 (1-0, 3-1, 3-0) | Rangers de New York | Forum de Montréal |

| Feuille de match | Feuille de match | Feuille de match                | Feuille de match                    | Feuille de match                                          |
| ---------------- | --- | ------------------------------- | ----------------------------------- | --------------------------------------------------------- |
|                  | Geoffrion (Béliveau) — 13 min 29 s M. Richard (H. Richard, Moore) — 24 min 17 s - Geoffrion (Béliveau) — 37 min 48 s (SN) M. Richard (Moore, Geoffrion) — 38 min 30 s (SN) M. Richard — 41 min 56 s Moore (Turner) — 54 min 33 s Béliveau (Geoffrion, Talbot) — 55 min 32 s | 1-0 2-0 2-1 3-1 4-1 5-1 6-1 7-1 | - Evans (Lewicki) — 26 min 45 s - - | Arbitrage : John Mehlenbacher Bill Morrison, George Hayes |
| Plante           | Gardiens | Worsley                         |                                     | Arbitrage : John Mehlenbacher Bill Morrison, George Hayes |
|                  | |                                 |                                     | Arbitrage : John Mehlenbacher Bill Morrison, George Hayes |
| 44               | Tirs | 22                              |                                     | Arbitrage : John Mehlenbacher Bill Morrison, George Hayes |

| 22 mars | Canadiens de Montréal | 2-4 (1-2, 1-0, 0-2) | Rangers de New York | Forum de Montréal 13 700 spectateurs |

| Feuille de match | Feuille de match                                                                                  | Feuille de match        | Feuille de match | Feuille de match                                   |
| ---------------- | ------------------------------------------------------------------------------------------------- | ----------------------- | --- | -------------------------------------------------- |
|                  | - Béliveau (Geoffrion, Olmstead) — 7 min 38 s - Provost (Harvey, Béliveau) — 31 min 20 s (SN) - - | 0-1 1-1 1-2 2-2 2-3 2-4 | Hebenton (Bathgate) — 3 min 45 s - Gendron (Lewicki, Gadsby) — 14 min 41 s (SN) - Horvath (Gadsby, Lewicki) — 40 min 42 s Prentice (Popein) — 54 min 10 s | Arbitrage : Red Storey Bill Morrison, George Hayes |
| Plante           | Gardiens                                                                                          | Bell                    | | Arbitrage : Red Storey Bill Morrison, George Hayes |
|                  |                                                                                                   |                         | | Arbitrage : Red Storey Bill Morrison, George Hayes |
| 34               | Tirs                                                                                              | 28                      | | Arbitrage : Red Storey Bill Morrison, George Hayes |

| 24 mars | Rangers de New York | 1-3 (1-1, 0-1, 0-1) | Canadiens de Montréal | Madison Square Garden |

| Feuille de match | Feuille de match                              | Feuille de match | Feuille de match                                                                               | Feuille de match                                   |
| ---------------- | --------------------------------------------- | ---------------- | ---------------------------------------------------------------------------------------------- | -------------------------------------------------- |
|                  | - Gendron (Bathgate, Gadsby) — 16 min 2 s - - | 0-1 1-1 1-2 1-3  | Mosdell (Curry) — 14 min 42 s - Olmstead (Geoffrion) — 36 min 24 s Olmstead — 59 min 48 s (CV) | Arbitrage : Frank Udvari Doug Davies, Bill Roberts |
| Worsley          | Gardiens                                      | Plante           |                                                                                                | Arbitrage : Frank Udvari Doug Davies, Bill Roberts |
|                  |                                               |                  |                                                                                                | Arbitrage : Frank Udvari Doug Davies, Bill Roberts |
| 10               | Tirs                                          | 24               |                                                                                                | Arbitrage : Frank Udvari Doug Davies, Bill Roberts |

| 25 mars | Rangers de New York | 3-5 (2-2, 0-2, 1-1) | Canadiens de Montréal |  |

| Feuille de match | Feuille de match | Feuille de match                | Feuille de match | Feuille de match                                        |
| ---------------- | --- | ------------------------------- | --- | ------------------------------------------------------- |
|                  | - Hergesheimer (Horvath, Howell) — 16 min 26 s Gadsby (Gendron, Horvath) — 18 min 57 s (SN) - Bathgate (Murphy) — 55 min 4 s | 0-1 0-2 1-2 2-2 2-3 2-4 2-5 3-5 | Olmstead (Harvey, Geoffrion) — 2 min 11 s (SN) Olmstead (M. Richard, Talbot) — 13 min 33 s - Béliveau (M. Richard, Geoffrion) — 22 min 25 s (SN) Provost (Curry) — 23 min 22 s Béliveau (Olmstead) — 48 min 16 s - | Arbitrage : John Mehlenbacher Doug Davies, Bill Roberts |
| Worsley          | Gardiens | Plante                          | | Arbitrage : John Mehlenbacher Doug Davies, Bill Roberts |
|                  | |                                 | | Arbitrage : John Mehlenbacher Doug Davies, Bill Roberts |
| 21               | Tirs | 33                              | | Arbitrage : John Mehlenbacher Doug Davies, Bill Roberts |

| 27 mars | Canadiens de Montréal | 7-0 (1-0, 4-0, 2-0) | Rangers de New York | Forum de Montréal 13 778 spectateurs |

| Feuille de match | Feuille de match | Feuille de match            | Feuille de match | Feuille de match                                   |
| ---------------- | --- | --------------------------- | ---------------- | -------------------------------------------------- |
|                  | Harvey (Béliveau, Provost) — 8 min 24 s (SN) Moore (H. Richard, M. Richard) — 23 min 11 s H. Richard (M. Richard, Moore) — 26 min 10 s Harvey (H. Richard, M. Richard) — 33 min (SN) Béliveau (M. Richard) — 35 min 25 s H. Richard (M. Richard, Johnson) — 48 min 49 s Moore (M. Richard) — 53 min 28 s | 1-0 2-0 3-0 4-0 5-0 6-0 7-0 | - -              | Arbitrage : Red Storey Bill Morrison, George Hayes |
| Plante           | Gardiens | Bell                        |                  | Arbitrage : Red Storey Bill Morrison, George Hayes |
|                  | |                             |                  | Arbitrage : Red Storey Bill Morrison, George Hayes |
| 36               | Tirs | 29                          |                  | Arbitrage : Red Storey Bill Morrison, George Hayes |

#### Détroit contre Toronto
| 20 mars | Red Wings de Détroit | 3-2 (0-1, 0-2, 3-0) | Maple Leafs de Toronto | Olympia Stadium 12 823 spectateurs |

| Feuille de match | Feuille de match                                                                                               | Feuille de match    | Feuille de match                                                                | Feuille de match                                   |
| ---------------- | --- | ------------------- | ------------------------------------------------------------------------------- | -------------------------------------------------- |
|                  | - Howe (Kelly) — 40 min 53 s (SN) Bucyk (Delvecchio, Goldham) — 45 min 12 s Delvecchio (Prystai) — 45 min 56 s | 0-1 0-2 1-2 2-2 3-2 | Armstrong (Duff, Thomson) — 11 min 57 s (SN) Stewart (Reaume) — 31 min 31 s - - | Arbitrage : Frank Udvari Doug Davies, Bill Roberts |
| Hall             | Gardiens | Lumley              |                                                                                 | Arbitrage : Frank Udvari Doug Davies, Bill Roberts |
|                  | |                     |                                                                                 | Arbitrage : Frank Udvari Doug Davies, Bill Roberts |
| 33               | Tirs | 37                  |                                                                                 | Arbitrage : Frank Udvari Doug Davies, Bill Roberts |

| 22 mars | Red Wings de Détroit | 3-1 (0-1, 2-0, 1-0) | Maple Leafs de Toronto | Olympia Stadium 13 918 spectateurs |

| Feuille de match | Feuille de match | Feuille de match | Feuille de match                           | Feuille de match                                           |
| ---------------- | --- | ---------------- | ------------------------------------------ | ---------------------------------------------------------- |
|                  | - Delvecchio (Ferguson) — 25 min 40 s Lindsay (Howe, Ullman) — 39 min 5 s Ferguson (Prystai, Delvecchio) — 54 min 39 s | 0-1 1-1 2-1 3-1  | Armstrong (Thomson, Sloan) — 5 min 9 s - - | Arbitrage : Jack Mehlenbacher Doug Davies, William Roberts |
| Hall             | Gardiens | Lumley           |                                            | Arbitrage : Jack Mehlenbacher Doug Davies, William Roberts |
|                  | |                  |                                            | Arbitrage : Jack Mehlenbacher Doug Davies, William Roberts |
| 40               | Tirs | 22               |                                            | Arbitrage : Jack Mehlenbacher Doug Davies, William Roberts |

| 24 mars | Maple Leafs de Toronto | 4-5 (pr) (2-1, 1-0, 1-3, 0-1) | Red Wings de Détroit | Maple Leaf Gardens |

| Feuille de match | Feuille de match | Feuille de match                    | Feuille de match | Feuille de match                                   |
| ---------------- | --- | ----------------------------------- | --- | -------------------------------------------------- |
|                  | Armstrong (Duff, Hurst) — 23 s - Cullen (Reaume, Armstrong) — 16 min 33 s (SN) James — 33 min 20 s (IN) - Armstrong (Duff, Bolton) — 47 min 40 s (SN) - - | 1-0 1-1 2-1 3-1 3-2 4-2 4-3 4-4 4-5 | - Kelly (Ullman) — 13 min 27 s (SN) - Prystai — 42 min 46 s - Howe (Kelly, Hillman) — 49 min 11 s Lindsay (Reibel, Goldham) — 54 min 25 s Lindsay (Goldham, Howe) — 64 min 22 s | Arbitrage : Red Storey George Hayes, Sammy Babcock |
| Lumley           | Gardiens | Hall                                | | Arbitrage : Red Storey George Hayes, Sammy Babcock |
|                  | |                                     | | Arbitrage : Red Storey George Hayes, Sammy Babcock |
| 42               | Tirs | 36                                  | | Arbitrage : Red Storey George Hayes, Sammy Babcock |

| 27 mars | Maple Leafs de Toronto | 2-0 (0-0, 1-0, 1-0) | Red Wings de Détroit | Maple Leaf Gardens |

| Feuille de match | Feuille de match                                                                 | Feuille de match | Feuille de match | Feuille de match                                    |
| ---------------- | -------------------------------------------------------------------------------- | ---------------- | ---------------- | --------------------------------------------------- |
|                  | Harris (Balfour, Thomson) — 30 min 58 s Smith (Stewart, Armstrong) — 43 min 15 s | 1-0 2-0          | - -              | Arbitrage : Frank Udvari Doug Davies, Sammy Babcock |
| Lumley           | Gardiens                                                                         | Hall             |                  | Arbitrage : Frank Udvari Doug Davies, Sammy Babcock |
|                  |                                                                                  |                  |                  | Arbitrage : Frank Udvari Doug Davies, Sammy Babcock |
| 32               | Tirs                                                                             | 33               |                  | Arbitrage : Frank Udvari Doug Davies, Sammy Babcock |

| 29 mars | Red Wings de Détroit | 3-1 (2-1, 0-0, 1-0) | Maple Leafs de Toronto | Olympia Stadium 14 087 spectateurs |

| Feuille de match | Feuille de match | Feuille de match | Feuille de match                   | Feuille de match                                        |
| ---------------- | --- | ---------------- | ---------------------------------- | ------------------------------------------------------- |
|                  | - Delvecchio (Howe, Kelly) — 8 min 38 s (SN) Delvecchio (Kelly) — 14 min 49 s Lindsay (Howe, Pronovost) — 59 min 35 s (CV) | 0-1 1-1 2-1 3-1  | Duff (Hurst) — 5 min 34 s (SN) - - | Arbitrage : John Mehlenbacher Bill Roberts, Doug Davies |
| Hall             | Gardiens | Lumley           |                                    | Arbitrage : John Mehlenbacher Bill Roberts, Doug Davies |
|                  | |                  |                                    | Arbitrage : John Mehlenbacher Bill Roberts, Doug Davies |
| 34               | Tirs | 20               |                                    | Arbitrage : John Mehlenbacher Bill Roberts, Doug Davies |

### Finale
| 31 mars | Canadiens de Montréal | 6-4 (0-1, 2-3, 4-0) | Red Wings de Détroit | Forum de Montréal |

| Feuille de match | Feuille de match | Feuille de match                        | Feuille de match | Feuille de match                                          |
| ---------------- | --- | --------------------------------------- | --- | --------------------------------------------------------- |
|                  | - Béliveau (Olmstead) — 23 min (SN) - H. Richard (Moore, M. Richard) — 26 min 40 s - LeClair (Curry, Harvey) — 45 min 20 s Geoffrion (Talbot) — 46 min 20 s Béliveau (Geoffrion, Olmstead) — 47 min 32 s Provost (LeClair, Curry) — 50 min 40 s | 0-1 1-1 1-2 2-2 2-3 2-4 3-4 4-4 5-4 6-4 | Delvecchio (Reibel, Howe) — 8 min 7 s (SN) - Dineen (Bucyk, Ullman) — 23 min 45 s - Lindsay (Howe) — 28 min 11 s Delvecchio (Howe, Ferguson) — 31 min 20 s (SN) - - | Arbitrage : Jack Mehlenberger Bill Morrison, George Hayes |
| Plante           | Gardiens | Hall                                    | | Arbitrage : Jack Mehlenberger Bill Morrison, George Hayes |
|                  | |                                         | | Arbitrage : Jack Mehlenberger Bill Morrison, George Hayes |
| 44               | Tirs | 26                                      | | Arbitrage : Jack Mehlenberger Bill Morrison, George Hayes |

| 3 avril | Canadiens de Montréal | 5-1 (1-0, 2-0, 2-1) | Red Wings de Détroit | Forum de Montréal 13 850 spectateurs |

| Feuille de match | Feuille de match | Feuille de match        | Feuille de match                                 | Feuille de match                                     |
| ---------------- | --- | ----------------------- | ------------------------------------------------ | ---------------------------------------------------- |
|                  | Marshall (Olmstead) — 7 min 23 s H. Richard (Moore) — 31 min 37 s Geoffrion (Olmstead, Béliveau) — 34 min 38 s - Béliveau (Olmstead) — 42 min 18 s M. Richard (Moore, H. Richard) — 59 min 21 s | 1-0 2-0 3-0 3-1 4-1 5-1 | - Ullman (Lindsay, M. Richard) — 40 min 31 s - - | Arbitrage : Frank Udvari Bill Morrison, George Hayes |
| Plante           | Gardiens | Hall                    |                                                  | Arbitrage : Frank Udvari Bill Morrison, George Hayes |
|                  | |                         |                                                  | Arbitrage : Frank Udvari Bill Morrison, George Hayes |
| 35               | Tirs | 20                      |                                                  | Arbitrage : Frank Udvari Bill Morrison, George Hayes |

| 5 avril | Red Wings de Détroit | 3-1 (1-1, 0-0, 2-0) | Canadiens de Montréal | Olympia Stadium 14 544 spectateurs |

| Feuille de match | Feuille de match | Feuille de match | Feuille de match                       | Feuille de match                                  |
| ---------------- | --- | ---------------- | -------------------------------------- | ------------------------------------------------- |
|                  | Kelly (Howe) — 14 min 27 s (SN) - Lindsay (Pavelich, Arbour) — 51 min 36 s Howe (Lindsay, Delvecchio) — 58 min 12 s | 1-0 1-1 2-1 3-1  | - Béliveau (Provost) — 19 min 20 s - - | Arbitrage : Red Storey Doug Davies, Sammy Babcock |
| Hall             | Gardiens | Plante           |                                        | Arbitrage : Red Storey Doug Davies, Sammy Babcock |
|                  | |                  |                                        | Arbitrage : Red Storey Doug Davies, Sammy Babcock |
| 25               | Tirs | 22               |                                        | Arbitrage : Red Storey Doug Davies, Sammy Babcock |

| 8 avril | Red Wings de Détroit | 0-3 (0-1, 0-1, 0-1) | Canadiens de Montréal | Olympia Stadium |

| Feuille de match | Feuille de match | Feuille de match | Feuille de match | Feuille de match                                         |
| ---------------- | ---------------- | ---------------- | --- | -------------------------------------------------------- |
|                  | - -              | 0-1 0-2 0-3      | Béliveau (Harvey, Olmstead) — 15 min 59 s Béliveau (Olmstead, Geoffrion) — 31 min 38 s Curry (Provost, Mosdell) — 51 min 35 s | Arbitrage : Jack Mehlenberger Doug Davies, Sammy Babcock |
| Hall             | Gardiens         | Plante           | | Arbitrage : Jack Mehlenberger Doug Davies, Sammy Babcock |
|                  |                  |                  | | Arbitrage : Jack Mehlenberger Doug Davies, Sammy Babcock |
| 24               | Tirs             | 30               | | Arbitrage : Jack Mehlenberger Doug Davies, Sammy Babcock |

| 10 avril | Canadiens de Montréal | 3-1 (0-0, 2-0, 1-1) | Red Wings de Détroit | Forum de Montréal 14 152 spectateurs |

| Feuille de match | Feuille de match | Feuille de match | Feuille de match                     | Feuille de match                                     |
| ---------------- | --- | ---------------- | ------------------------------------ | ---------------------------------------------------- |
|                  | Béliveau (Curry, Harvey) — 34 min 16 s (SN) M. Richard (Geoffrion, Béliveau) — 35 min 8 s (SN) Geoffrion (Béliveau, Olmstead) — 40 min 13 s - | 1-0 2-0 3-0 3-1  | - Delvecchio (Lindsay) — 40 min 35 s | Arbitrage : Frank Udvari George Hayes, Bill Morrison |
| Plante           | Gardiens | Hall             |                                      | Arbitrage : Frank Udvari George Hayes, Bill Morrison |
|                  | |                  |                                      | Arbitrage : Frank Udvari George Hayes, Bill Morrison |
| 30               | Tirs | 26               |                                      | Arbitrage : Frank Udvari George Hayes, Bill Morrison |

## Effectif sacré champion
L'effectif sacré champion de la Coupe Stanley 1956 est le suivant : 
- Joueurs : Jean Béliveau, Émile Bouchard (capitaine), Floyd Curry, Bernard Geoffrion, Doug Harvey, Charlie Hodge, Tom Johnson, Jackie LeClair, Don Marshall, Dickie Moore, Ken Mosdell, Bert Olmstead, Jacques Plante, Claude Provost, Henri Richard, Maurice Richard, Dollard St-Laurent, Jean-Guy Talbot, Bob Turner
- Dirigeants : Donat Raymond (président), Frank J. Selke (directeur général) et Toe Blake (entraîneur en chef)